# Tenacidade à fratura
Quando uma tensão (tração, compressão ou cisalhamento) é aplicada em um determinado corpo, acima de um limite crítico e causa a separação do corpo em duas ou mais partes surge o que é chamado de fratura.
Os estudos de engenharia requerem aplicação de propriedades mecânicas dos materiais. Estas propriedades, no entanto, não consideram que os limites destas propriedades podem ser diferentes quando considerado que os materiais podem não estar sempre em seu estado perfeito. Neste contexto surgiu a área de estudo de mecânica da fratura, que estuda as mesmas propriedades mecânicas, porém considerando falhas preliminares, como fendas. Alguns dos principais agentes causadores destas falhas preliminares são fadiga e corrosão.

## Tenacidade à fratura
De forma geral,  tenacidade significa o quanto o material resiste até fraturar. A tenacidade de um material pode ser mensurada através de medidas de ductilidade (área sob a curva de um gráfico tensão x deformação) ou através da medida da energia absorvida em um ensaio de impacto.
Já a tenacidade à fratura significa o quanto o material, já com uma fenda, resiste até fraturar. Segundo Callister, por definição, tenacidade à fratura é uma propriedade que é a medida da resistência de um material à fratura frágil quando uma fenda estiver presente.
Considera-se fratura dúctil quando o ponto de ruptura do material é precedido de deformação plástica e fratura frágil quando o material não se deforma plasticamente antes da ruptura.
Quando uma tensão é aplicada em um corpo, mesmo que sua magnitude seja menor que o valor teórico de tenacidade do material, e este corpo tiver uma fenda, esta tensão poderá ter sua magnitude elevada na ponta da fenda, de acordo com a direção e forma da própria fenda. Este fenômeno é chamado de fator de concentração de tensões (Kt) e pode ser representado pela fórmula abaixo e exemplificado na figura logo abaixo:
Fonte: Callister
Onde
σm = tensão máxima na ponta da fenda
σ0 = tensão de tração nominal
ρt = raio de curvatura da ponta da fenda
a = comprimento de uma fenda superficial ou metade do comprimento de uma fissura interna

Fonte: Callister
Uma fenda preexistente causará uma fratura quando as tensões aplicadas na ponta da fenda ultrapassarem valores críticos. Este valor crítico do fator de intensidade da tensão é a chamada tenacidade à fratura e representada por KIc.
Fonte: Callister
Onde Y é um parâmetro adimensional que depende das geometrias da fenda e do corpo em questão, “σ” é a tensão aplicada na fenda e “a” é referente ao comprimento da fenda.
De uma forma geral, a mecânica da fratura e os valores de tenacidade à fratura contribuem para previsão de falhas catastróficas. Estes valores de KIc se mostram baixos para materiais frágeis, o que representa que são mais suscetíveis às falhas catastróficas. Isto se explica também, de uma forma simples, pois as fraturas frágeis ocorrem sem que se perceba qualquer deformação plástica antes da ruptura. Materiais dúcteis tem o valor de KIc elevados sendo mais resistentes a tais falhas.
Além disto, para determinada temperatura de transição, o comportamento à fratura de um material também pode ser dúctil ou frágil consoante à taxa de carregamento aplicada. Por exemplo, há ligas de aço que deformadas lentamente sofrem uma fratura dúctil, porém, sob impacto, esta mesma liga de aço pode falhar fragilmente pois não há tempo de ocorrer a deformação plástica. Mudanças bruscas de tenacidade relacionadas à queda de temperatura observa-se particularmente em metais com arranjo cristalino tipo CCC e não são observadas em metais com arranjo tipo CFC (por exemplo Cobre e Alumínio). Fonte: Van Vlack.
O tamanho de grão também interfere na temperatura de transição. Aços de granulação fina possuem temperaturas de transição muito mais baixas que os aços de granulação grosseira. Fonte: Van Vlack.
Alguns materiais considerados frágeis podem ser alterados para elevação da tenacidade. Um exemplo disto é o aumento do módulo de ruptura (da ordem de 290 MPa) em compósitos formados por alumina (AL2O3) e zircônia (ZrO2) parcialmente estabilizada com ítria (Y2O3) e sinterizados a 1600oC. A zircônia está aprisionada na alumina em uma fase menos estável e, quando a ponta da trinca que se propaga na matriz de alumina encontra o grânulo de zircônia a energia da ponta da trinca é utilizada pela zircônia para transformar-se em uma fase mais estável. Fonte: A.L.M.Cardia; Leite, E.R.; Longo, E.; Varela, J.A.

## Exemplos de valores
Na tabela abaixo, encontram-se valores de KIc de alguns materiais.

Fonte: Shackelford

## Tipos de ensaios
- Teste de fratura por impacto: Existem vários testes por impacto, assim como diferentes tipos de corpos de prova. Os tipos de testes e de corpos de prova são selecionados através das características do material e dos resultados que se requer. Em geral, utiliza-se um corpo de prova com um entalhe que terá uma tensão de flexão por impacto induzida sobre ele, através de um martelo pendular. Este martelo será solto a partir de uma altura, e, ao romper o material, ele retornará até outra altura. Esta altura que o martelo retorna é inversamente proporcional à energia absorvida para causar a fratura e é indicada em um ponteiro já em unidade de energia. O principal resultado colhido neste tipo de teste é a energia absorvida para fraturar o material. Além disto, as análises visuais dos tipos de fratura também são comumente utilizadas. Estes testes são aplicados em casos comparativos, em geral para materiais de baixa e média resistência.

- Ensaio de impacto instrumentado: Os ensaios de impacto instrumentados surgiram para suprir as necessidades que os testes de impacto convencionais não abrangiam. A aplicação destes testes é essencial para obtenção de valores para utilização em engenharia estrutural, uma vez que ele é capaz de medir a carga dinâmica aplicada ao corpo de prova, gerando gráfico de carga versus tempo, onde é possível identificar as energias necessárias para iniciar fendas e para propagar estas fendas. Para viabilizar estes testes, pode-se utilizar as mesmas máquinas de testes convencionais adicionando-se a instrumentações necessárias, como por exemplo, células de carga.

- Ensaio de impacto com tração: Este método é mais utilizado para estudos específicos e se baseia no mesmo conceito base dos testes por impactos convencionais. Utiliza-se corpo de prova, neste caso, necessariamente com secção circular, com entalhe abrangendo toda a secção do corpo. Utiliza-se martelo pendular, colidindo com o corpo na direção axial. O mertelo também retorna até uma altura que será a referência da energia necessária para ruptura, da mesma forma que o teste de Charpy.

Outros ensaios:
- Ensaio de queda de peso;

- Ensaio por explosão;

- Ensaio de retenção de fenda de Robertson.